# Grallariidae
Grallariidae — родина горобцеподібних птахів. Включає 55 видів у 5 родах.

## Таксономія
Традиційно роди Grallaria, Hylopezus, Myrmothera і Grallaricula відносили до мурахоловових (Formicariidae). Молекулярний філогенетичний аналіз, що проведений у 2002 та 2005 роках, показав, що ці роди потрібно виокремити у власну родину..

## Поширення
Родина поширена в субтропічних і тропічних регіонах Центральної і Південної Америки

## Опис
Це лісові птахи, які, як правило, харчуються на землі або поблизу неї, часто слідуючи за мурашиними колоніями. Більшість із них мають тьмяне забарвлення, домінуючими тонами є відтінки коричневого, чорного та білого. Порівняно з іншими птахами, які спеціалізуються на слідуванні за мурахами, ця родина найбільш прив'язана до землі. Довгі потужні ноги (які надають птахам характерну вертикальну поставу) і, по суті, рудиментарний хвіст, допомагають цьому способу життя. Вони відкладають від 1 до 6 яєць у гніздо на дереві, насиджують обидві статі.

## Роди
- Мурашниця (Grallaria) — 32 види
- Аргентинська мурашниця (Cryptopezus) — 1 вид
- Плямиста мурашниця (Hylopezus) — 9 видів
- Торорої (Myrmothera) — 3 види
- Понгіто (Grallaricula) — 10 видів